# Lagunaria
Genre
Lagunaria est un genre de plantes à fleurs de la famille des Malvaceae. Ce genre ne comprend aujourd'hui que deux espèces originaires d'Australie : Lagunaria patersonii et Lagunaria queenslandica, d'abord considérée comme une sous-espèce de la première, endémique du Queensland.

## Étymologie
Le genre « Lagunaria » a été nommé en l'honneur de Andrés Laguna de Segovia, botaniste espagnol du XVIe siècle. La plante fut introduite en Angleterre dès 1792 via des graines envoyées au naturaliste Joseph Banks (1743-1820) par le Colonel William Paterson (1755-1810), d'où le nom spécifique  patersonii ou patersonia donné à l'une des espèces.

## Liste des espèces et sous-espèces

### Taxons reconnus
- Lagunaria patersonii (R. Br.) G. Don, 1828 (=Lagunaria patersonia (Andrews) G.Don, 1831)
- Lagunaria queenslandica Craven, 2006[2],[3],[4]

### Taxons non-reconnus
- Lagunaria cuneiformis (DC.) G. Don (synonyme pour Hibiscus cuneiformis DC.)
- Lagunaria lilacina (Lindl.) G. Don (synonyme pour Hibiscus hakeifolius Giordano)
- Lagunaria patersonia var. bracteata Benth. (synonyme pour Lagunaria queenslandica Craven)
- Lagunaria patersonia var. typica Domin (synonyme pour Lagunaria patersonia (Andrews) G.Don)
- Lagunaria patersonii subsp. bracteata (Benth.) P. S. Green (synonyme pour Lagunaria queenslandica Craven)[2],[3]